# Antoine Lascombes
Antoine Lascombes, né le 13 juillet 1840 à Chalvignac (Cantal) et mort le 28 juin 1905 dans cette même ville, est un homme politique français.

## Biographie
Avocat à Mauriac, il est conseiller général du canton de Mauriac et député du Cantal de 1885 à 1898, inscrit au groupe de l'Union républicaine.

## Sources
- « Antoine Lascombes », dans Adolphe Robert et Gaston Cougny, Dictionnaire des parlementaires français, Edgar Bourloton, 1889-1891 [détail de l’édition]
- « Antoine Lascombes », dans le Dictionnaire des parlementaires français (1889-1940), sous la direction de Jean Jolly, PUF, 1960 [détail de l’édition]